# Tall Rahil Dżazira
Tall Rahil Dżazira (arab. تل رحيل جزيرة) – wieś w Syrii, w muhafazie Al-Hasaka. W 2004 roku liczyła 190 mieszkańców.